# Магдебург
Ма́гдебург, також Жевин або Девин (нім. Magdeburg, н.-луж. Źěwin, в.-луж. Dźěwin) — місто в Німеччині, у федеральній землі Саксонія-Ангальт. Столиця федеральної землі. Розташоване на річці Ельба. Засноване 805 року як форпост франків Карла Великого проти слов'ян і мадярів. З 968 року було центром Магдебурзького архієпископства, що керувало християнізацією Саксонії та земель західних слов'ян. Головна окраса міста — Магдебурзький собор, катедра архієпископів та місце поховання Оттона I засновника Священної Римської імперії. Відоме завдяки магдебурзькій версії німецького міського права, що набула поширення в містах Центральної та Східної Європи. До XVII століття було одним із найбільших і найбагатших німецьких міст, входило до Ганзейської ліги. Сильно постраждало 1631 року під час Тридцятирічної війни та 1945 року внаслідок союзницьких бомбардувань в ході Другої світової війни. У місті розташовані два університети. Основою міської економіки є хімічна, металургійна, паперова і текстильна промисловість, машинобудування та екотехнології.

## Назва
- Ма́гдебург (нім. Magdeburg, МФА: [ˈmakdəbʊɐ̯k]; лат. Magdeburgum) — німецька назва. Походить від давн.в-нім. magado (великий) і burga (замок).
- Майдеборх (ниж.-нім. Meideborg, МФА: [ˈmaˑɪdebɔɐ̯x]) — нижньосаксонська назва.
- Жевін (н.-луж. Źěwin) — нижньолужицька назва.
- Джевін (в.-луж. Dźěwin) — верхньолужицька назва.
- Девін (чеськ. Děvín) — старочеська назва.

## Адміністративний поділ

Адміністративний поділ міста

## Історія
- Відомий з IX століття — осередок торгівлі зі слов'янами.
- У X столітті місто стало культурним центром.
- У 973 р. в кафедрі міста поховано Оттона I Великого.
- У 986 р. — центр Магдебурзького архієпископства.
- Одне з найбільших і найбагатших німецьких міст середньовіччя, член Ганзи.
- У часи Тридцятилітньої війни після облоги 1631 року місто знищив граф Тіллі.
- З 1680 р. під владою курфюрстів Бранденбурзьких.
- З початку XVIII століття збудовано Магдебурзький замок, до ліквідації 1912 року один із найпотужніших у Пруссії.
- У 1806—1813 роках під пануванням Франції.
- З 1816 столиця Прусської провінції Саксонія.

### XX століття
Дуже відомим заводом у Магдебурзі був Polte Armaturen- und Maschinenfabrik OHG. Фірма була важливим виробником великогабаритної арматури та одною з найбільших виробників боєприпасів у світі. 
 Під час Другої світової війни неподалік від заводу існували підтабори, де жили робітники головного заводу Polte-Werke у Магдебурзі-Штадтфельді (Magdeburg-Stadtfeld). Ще в 1943 році існував табір в центрі Магдебурга - створений для газопостачальної компанії Province Sachsen-Thüringen AG. 
14 червня 1944 року було створено підтабір концтабору Бухенвальд для жінок.
Вже в 1943 році в Магдебурзі працювали люди з міста Бахмут та з Київської області.

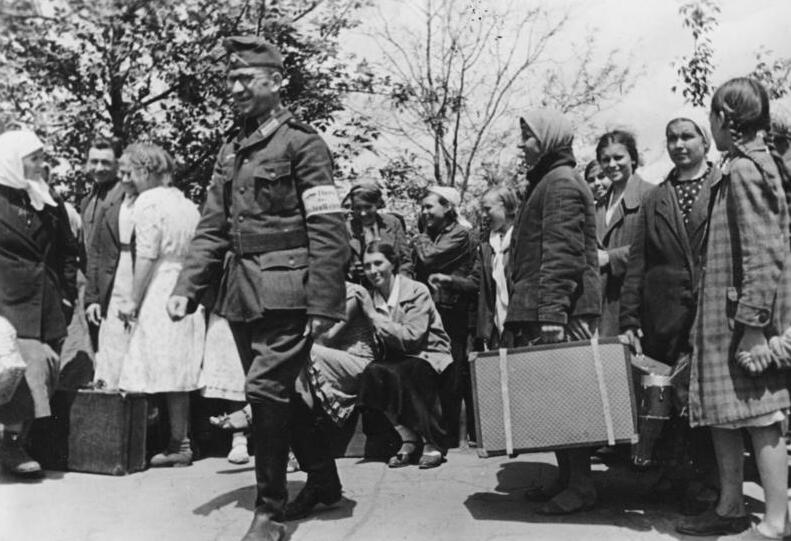
Перед виїздом. Артемівськ, Травень 1942 року

Місто було повністю зруйноване у 1945 році, сильніше за нього постраждав тільки Дрезден.

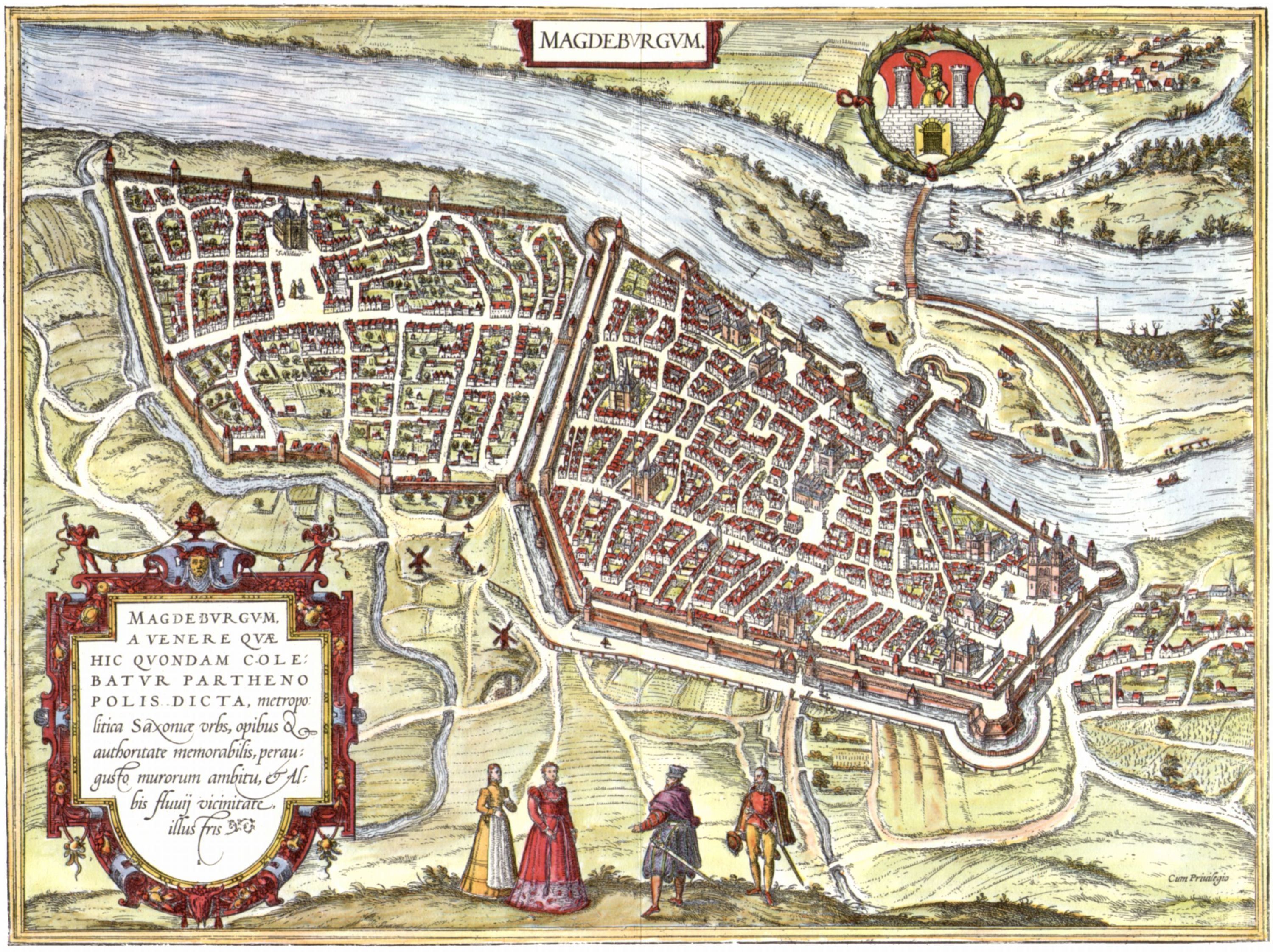
Магдебург (1572)
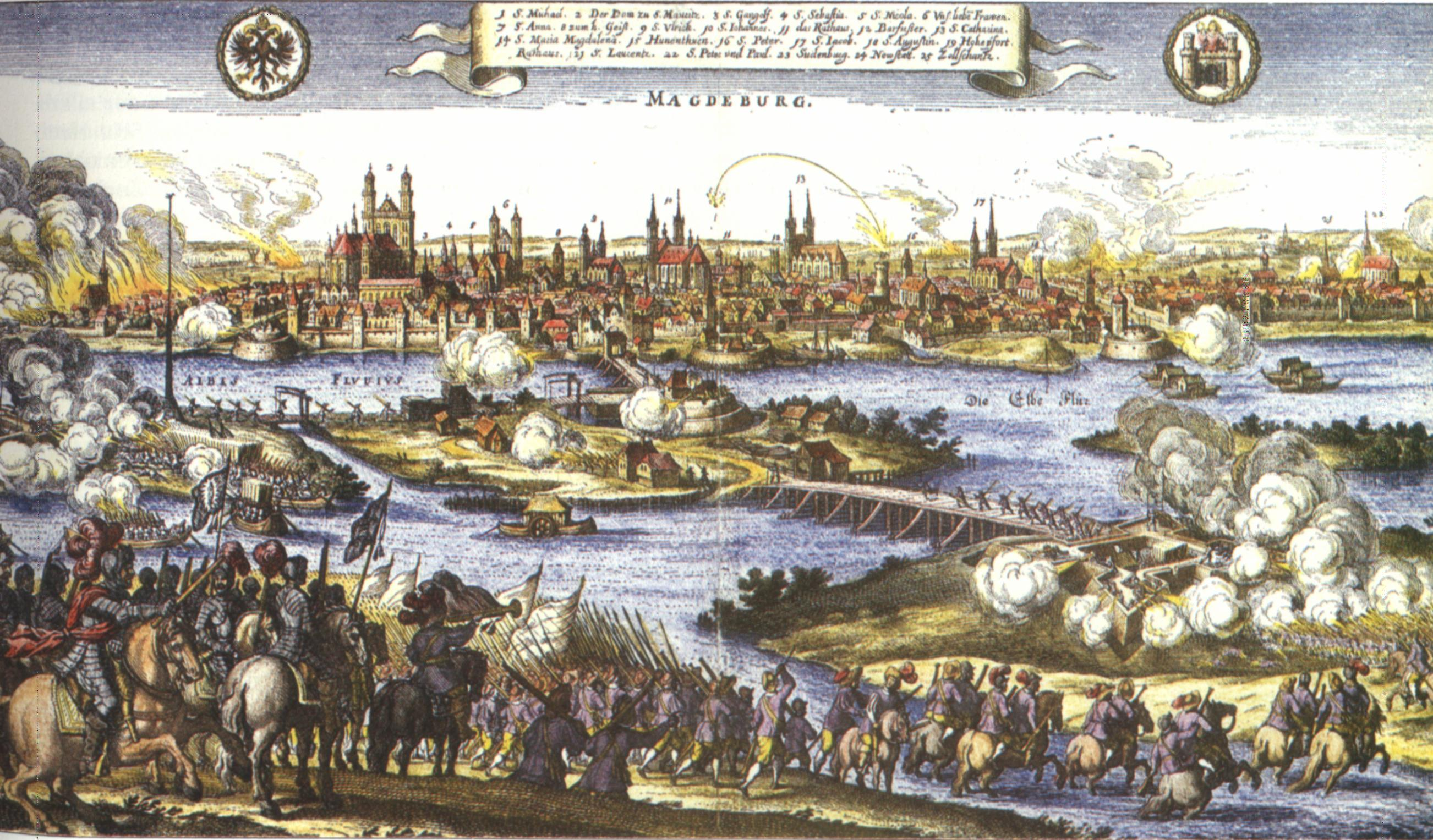
Взяття Магдебурга (1631)
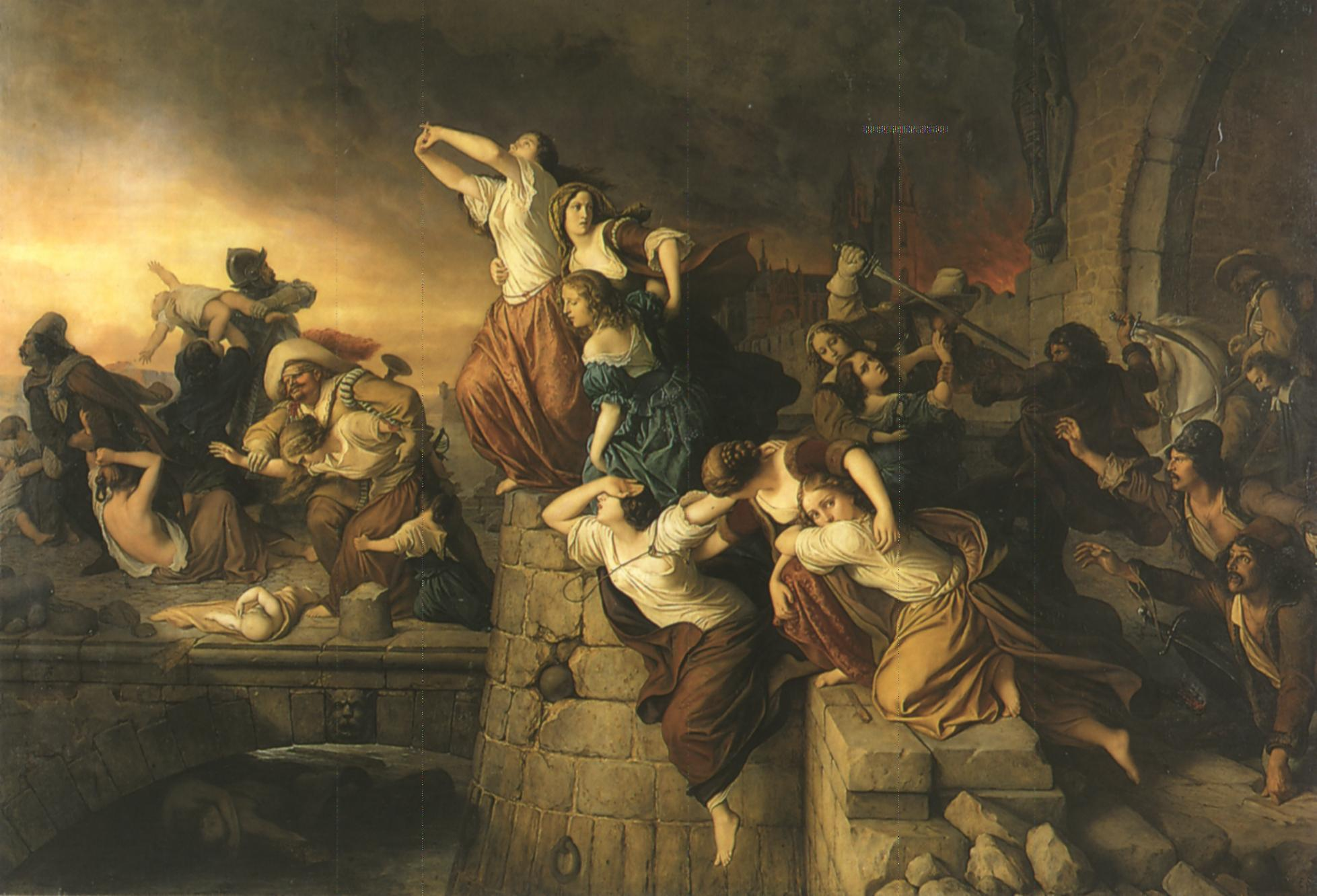
Руйнування Магдебурга (1631)
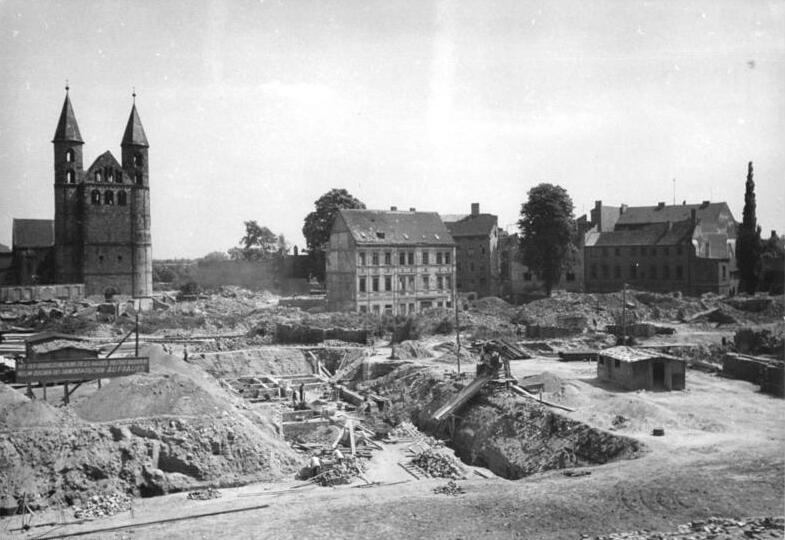
Руїни Магдебурга (1945)
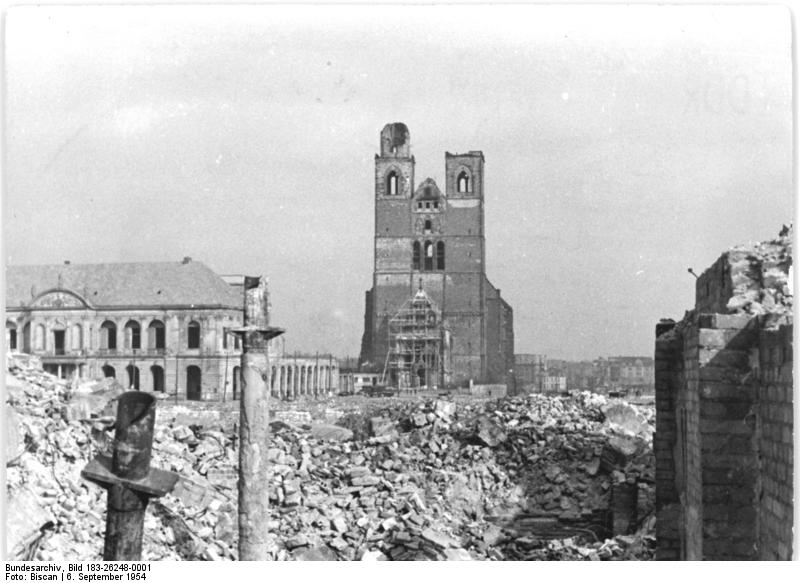
Руїни Магдебурга (1945)

### ХХІ століття
20 грудня 2024 року на міському різдвяному ярмарку відбувався теракт, який забрав за собою життя 5 осіб і понад 200 залишив пораненими.

## Пам'ятки
- Магдебурзький собор — лютеранська церква; колишній катедральний собор магдебурзьких архієпископів.

## Відомі люди
- Адальберт Магдебурзький (910—981) — перший архієпископ Магдебурзький, апостол слов'ян.
- Бруно Кверфуртський (970—1009) — святий, апостол Пруссії, граф
- Агрікола Мартин (1486—1556) — композитор, педагог та теоретик  музики.
- Георг Філіп Телеман (1681—1767)— композитор епохи бароко, органіст, капельмейстер.
- Берхард Боргреве (1836—1914) — лісник, зоолог, ботанік і викладач.
- Йоганн Карл Фрідріх Розенкранц (1805—1879) — німецький філософ.
- Фрідріх Шпільхаген (1829—1911) — німецький письменник.
- Гуго Борхардт (1884—1924) — інженер, конструктор стрілецької зброї.
- Генні Портен (1890—1960) — німецька акторка німого кіно, кінопродюсер.
- Рене Кеніг (1906—1992) — німецький соціолог, есеїст, перекладач.
- Пресслер Менахем (* 1923) — ізраїльсько-американський піаніст.
- Гурт «Tokio Hotel» та її учасники: Білл Кауліц, Том Кауліц, Густав Шефер, Георг Лістінг.

## Фото

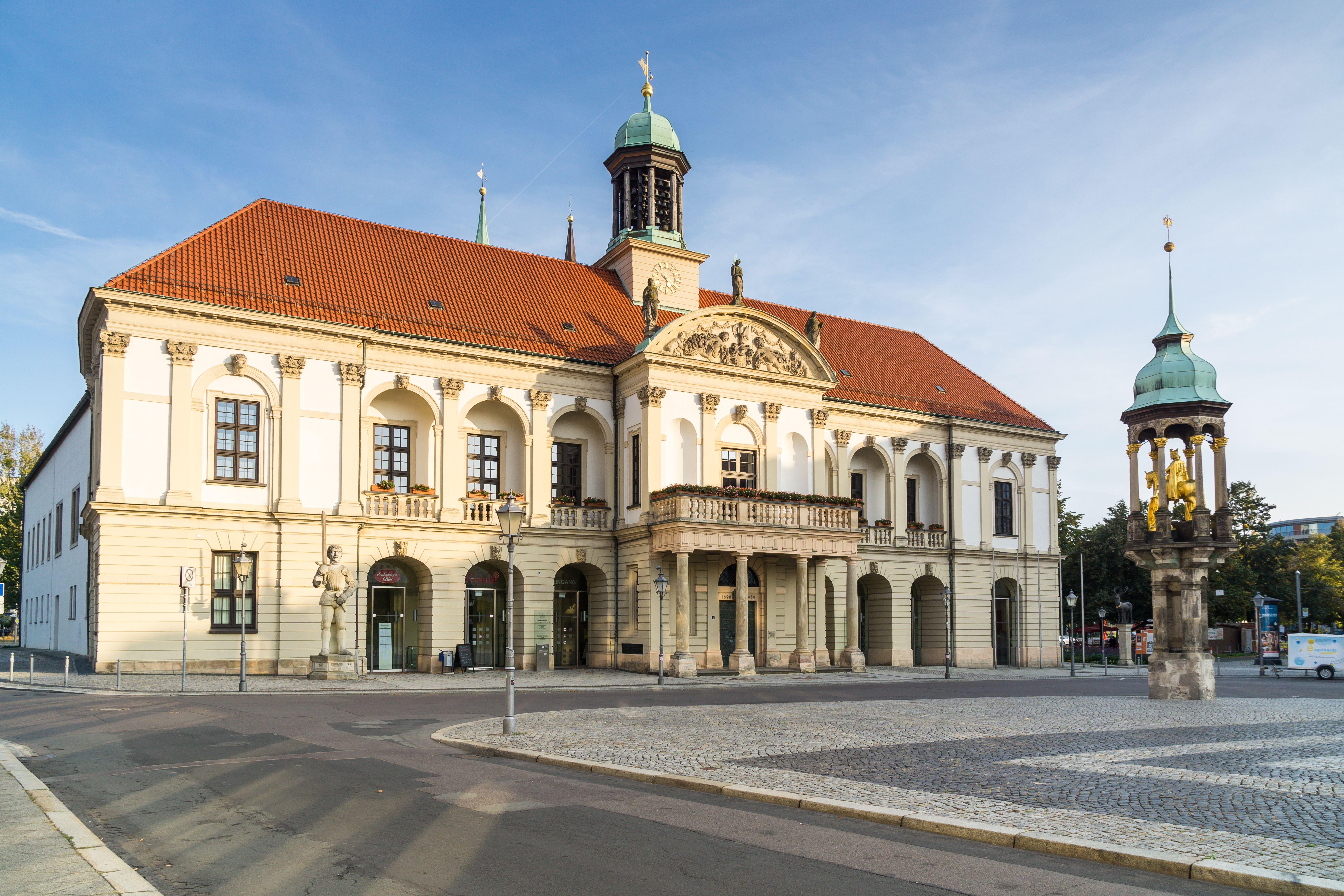
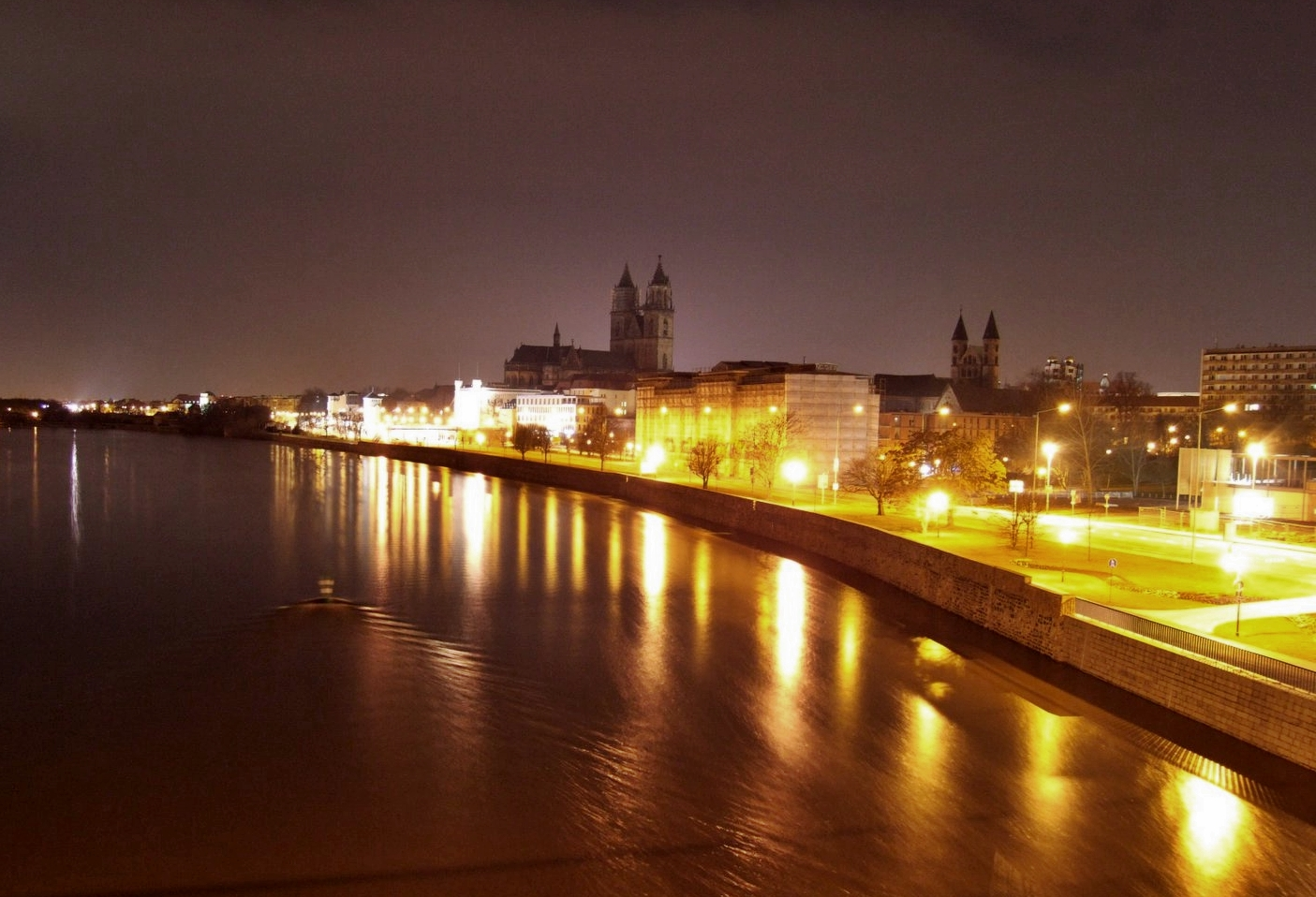
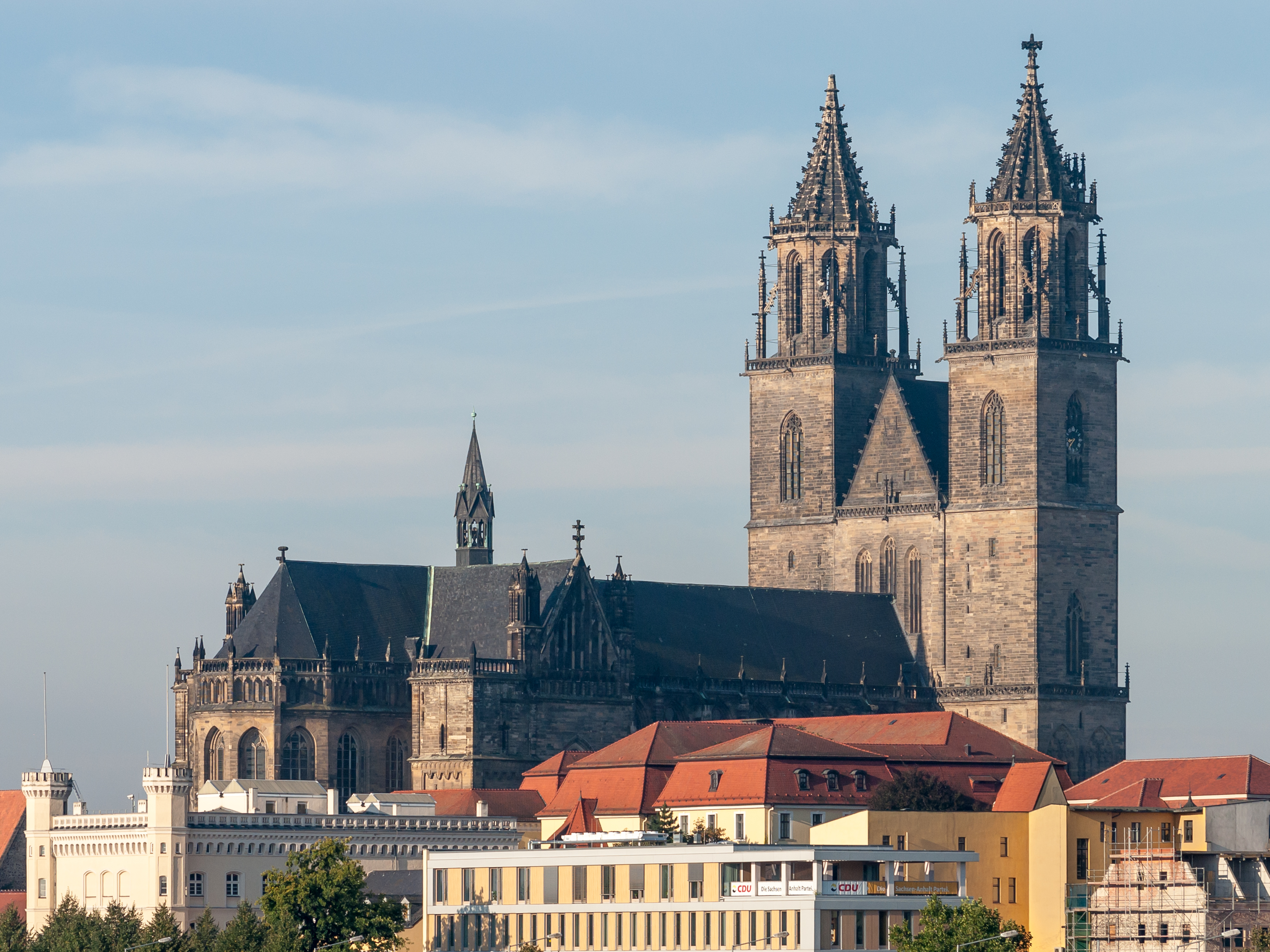
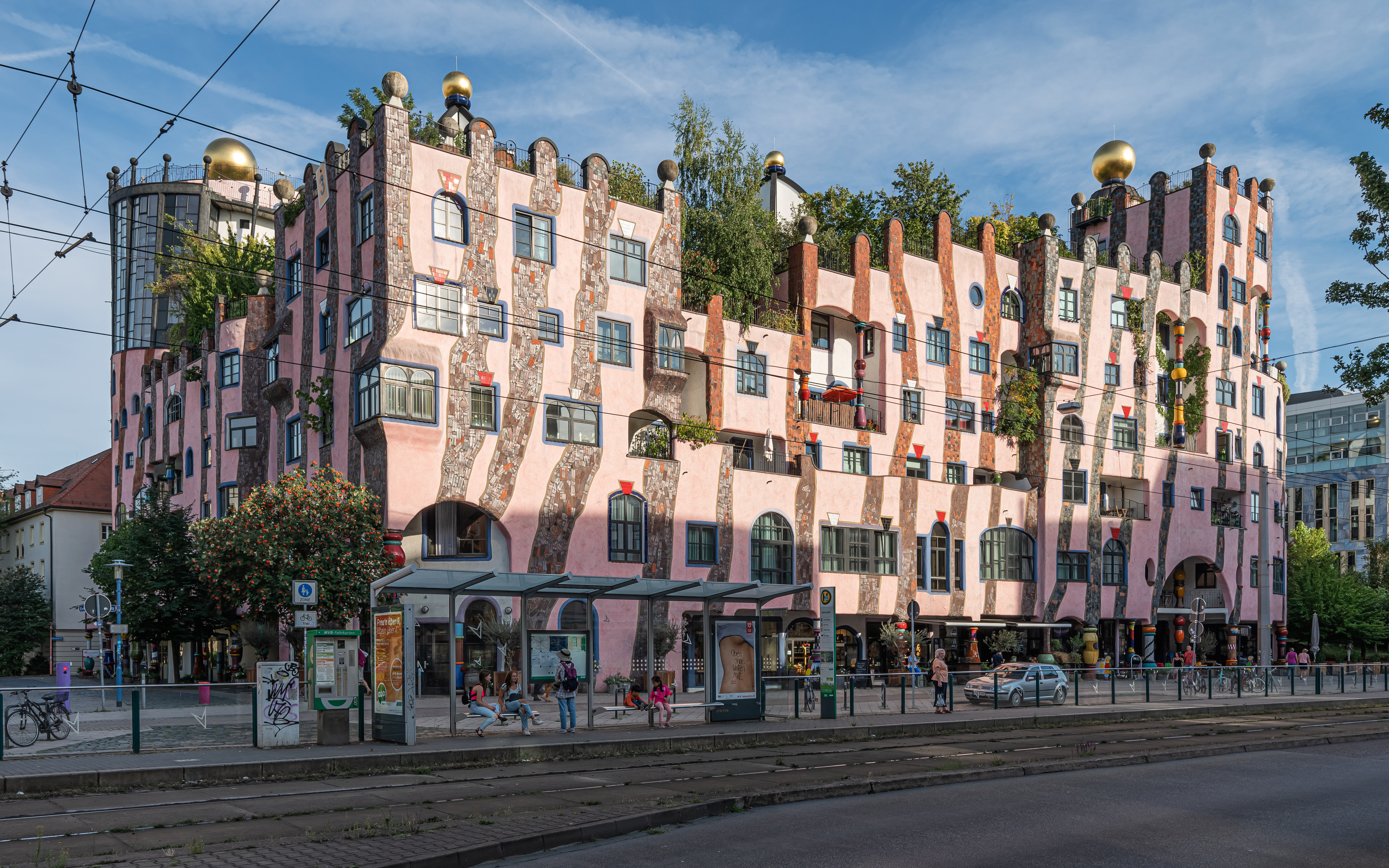
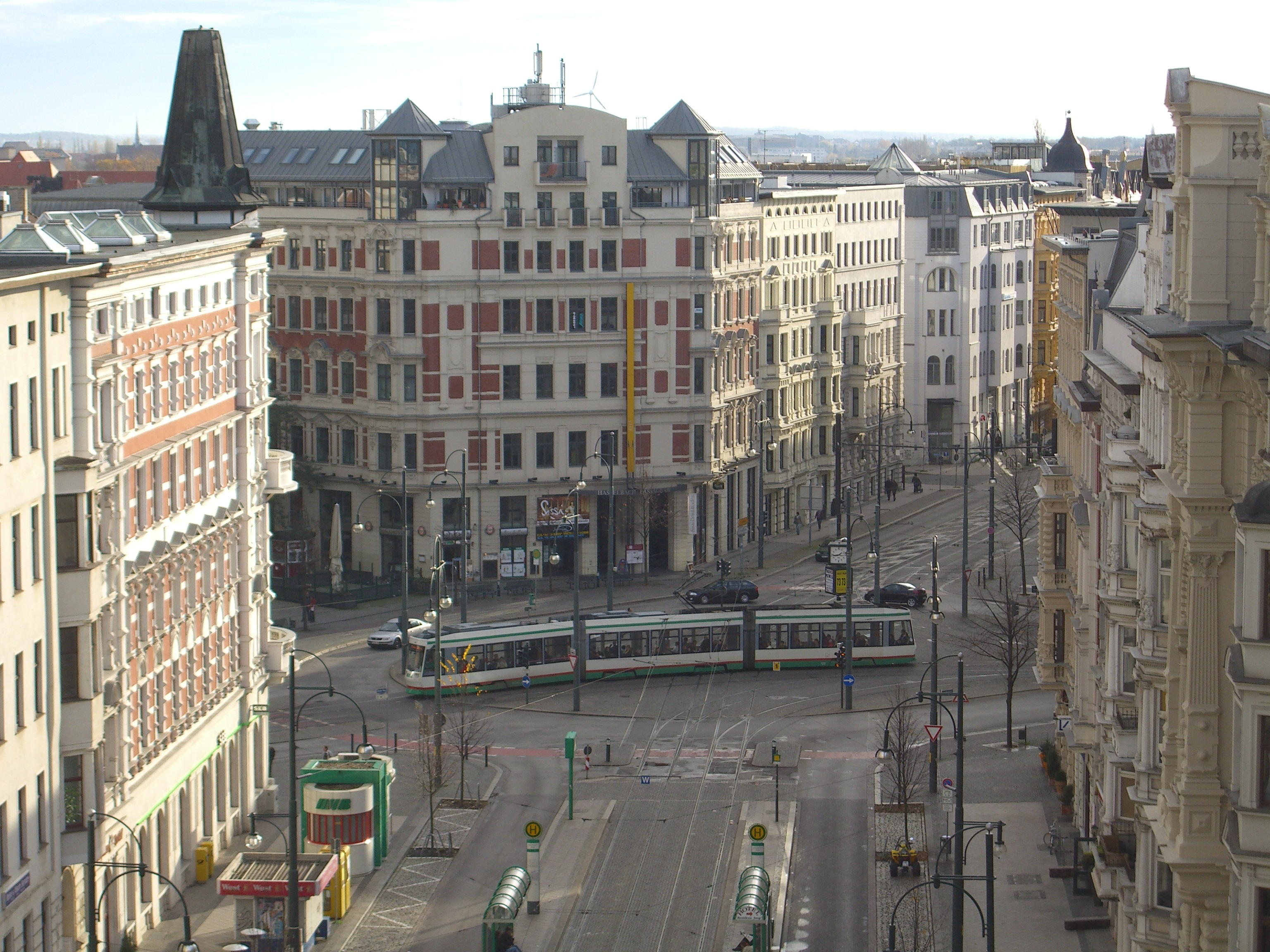
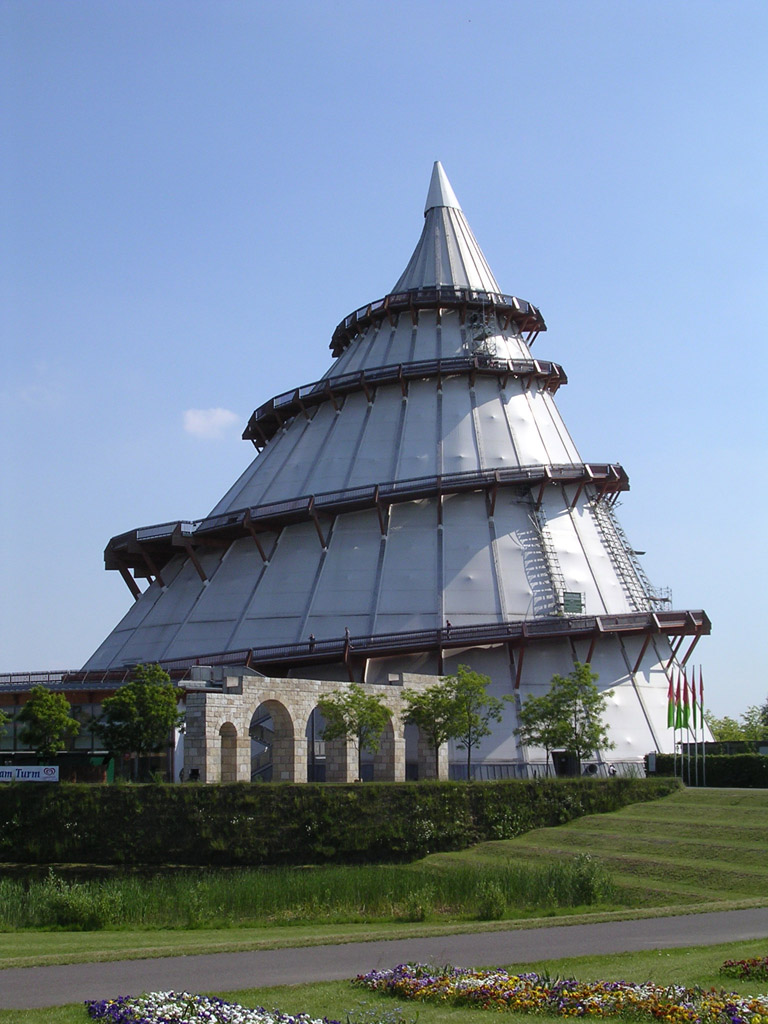
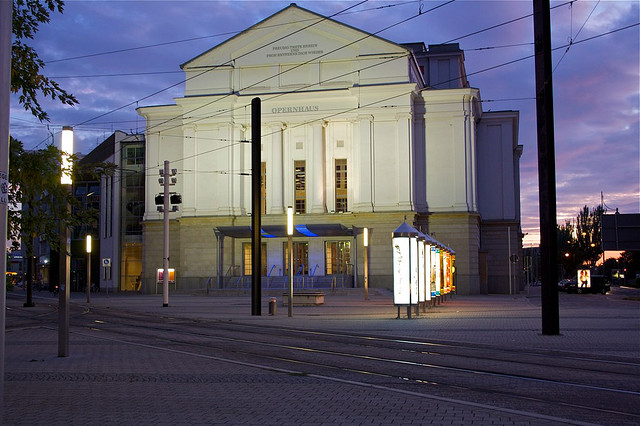
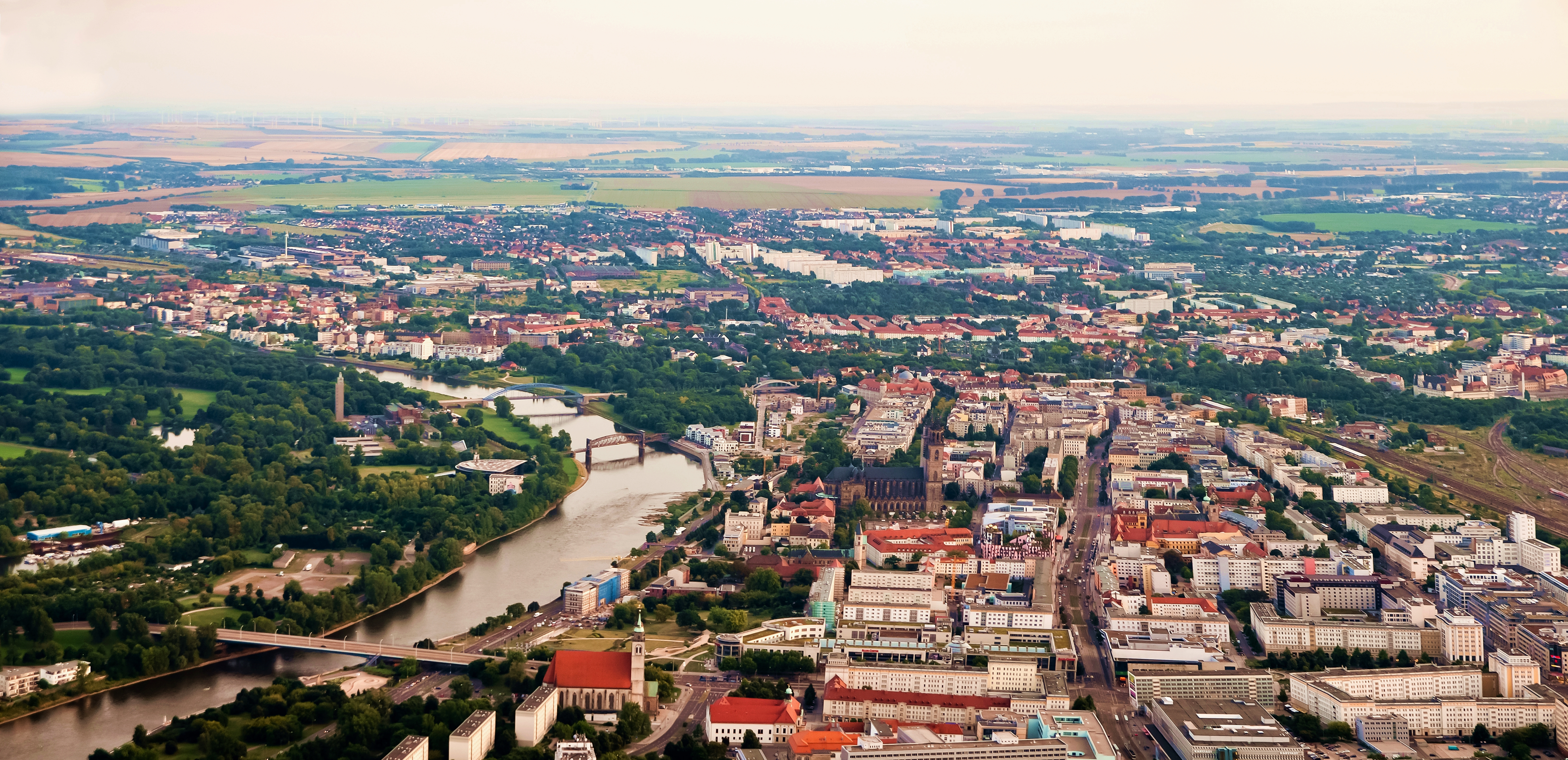
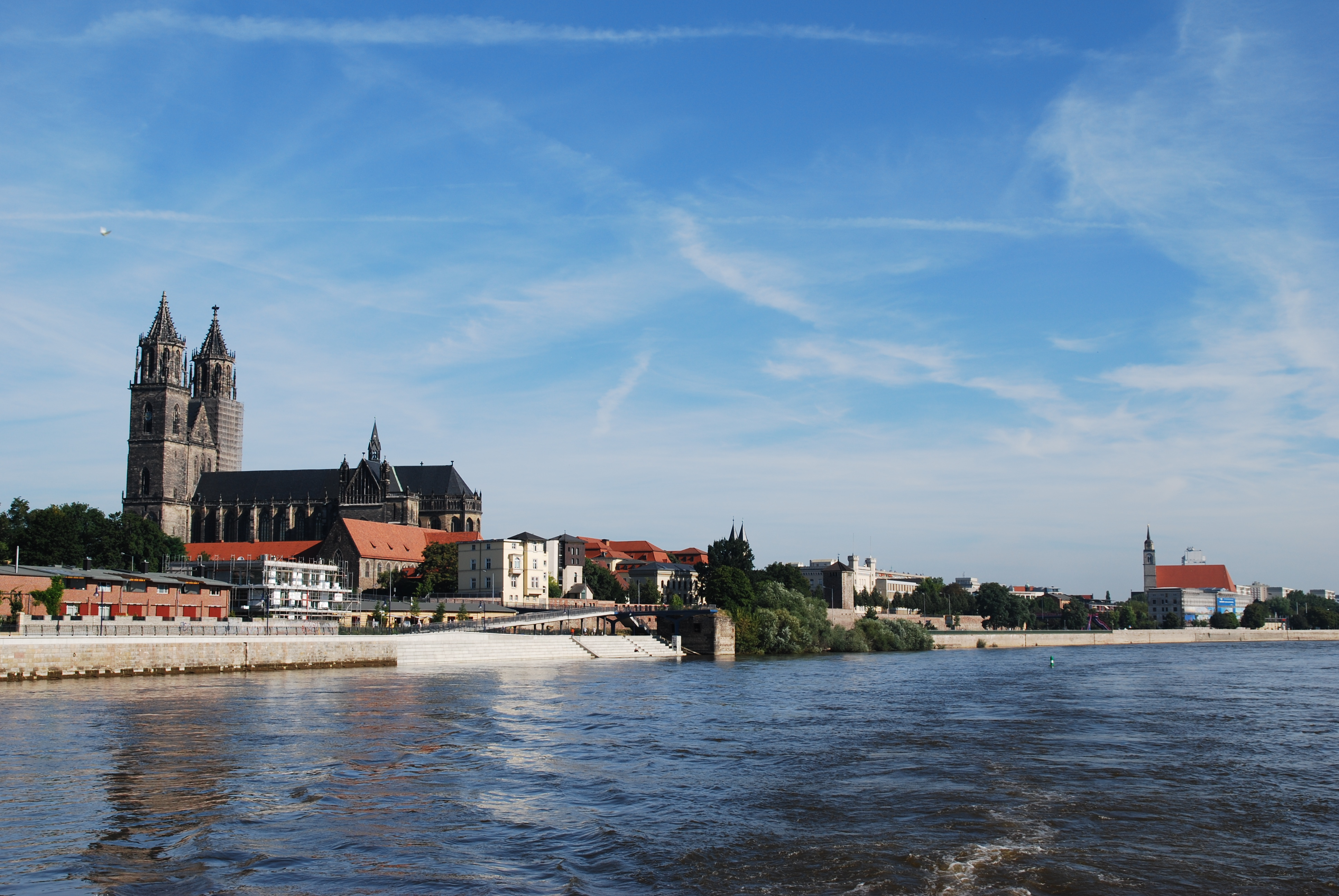

## Спорт
У місті базується ФК Магдебург, володар Кубку кубків 1974 та неодноразовий чемпіон Оберліги НДР.